# Línea 141 (Montevideo)
La línea 141 es un línea urbana de Montevideo, que une la Plaza España con La Unión, precisamente en la intersección de Comercio y la Avenida 8 de Octubre en modalidad de circuito.  El destino de ida es Comercio y 8 de Octubre y el de vuelta Plaza España.

## Historia
Desde sus inicios, esta línea fue creada con dos ramales distinguidos en colores, el primero el ramal 141 negro culminando en la intersección de Comercio y la Avenida 8 de Octubre y el segundo, el ramal rojo- era extendido hasta el Parque Guaraní, hoy llamado barrio Vista Linda-. Tiempo después, el ramal rojo de esta línea es convertido en una línea independiente, creándose de esta la línea local L41, quedando con su único recorrido hasta el día de hoy. Desde el año 2015, el destino de 8 de Octubre y Comercio se convierte en un servicio mediante circuito, debido al traslado de la planta de Cutcsa en la calle Comercio. 
Hasta mediados del año 2022, el funcionamiento de esta línea era únicamente en horario nocturno con seis salidas diarias, debido a que la línea 144 cumple el mismo recorrido, con la diferencia que esta última culmina en el Cementerio del Norte. En junio de ese mismo año y mediante una resolución de la Intendencia de Montevideo, la línea 141 comienza a cumplir frecuencias auxiliares, debido a la fuerte demanda.

## Recorridos
| Ida - Terminal Plaza España - Camacuá - Brecha - Buenos Aires - Liniers - San José - Ejido - Constituyente - José E. Rodó - Blvr. Artigas - Avenida Rivera - Bulevar Batlle y Ordoñez - Verdi - Solano López - Comercio - José Cabrera - Gobernador Viana - Joanicó - Comercio continúa sin espera... | Vuelta - ...Comercio - Solano López - Avenida Rivera - Guayabo - Andrés Martínez Trueba - Soriano - Florida - Canelones - Camacuá - Terminal Plaza España |

## Paradas
| Ida 1. 574 Andes 2. 575 Julio Herrera Y Obes 3. 577 H. Gutiérrez Ruiz 4. 579 Dr. Aquiles R Lanza 5. 3915 M. Trueba 6. 3916 Tacuarembó 7. 3857 Magallanes 8. 3858 Eduardo Acevedo 9. 4002 Dr. Pablo de María 10. 4087 Dr. Joaquín Requena 11. 4003 Dr. Mario Cassinoni 12. 2969 Av. Ing. Luis P. Ponce 13. 2970 Simón Bolívar 14. 3890 Av. Dr. Francisco Soca 15. 3891 Diego Lamas 16. 2971 Francisco Llambi 17. 4881 14 De Julio 18. 2972 Alejo Rosell Y Rius 19. 2973 Dolores Pereyra De Rosell 20. 3887 Julio César 21. 2974 Av. Luis Alberto De Herrera 22. 2975 Tiburcio Gómez 23. 2976 Tomás De Tezanos 24. 2977 Nicolás Piaggio 25. 2978 Crio. Buceo- Puerta Principal 26. 2979 Blvr. José Batlle Y Ordóñez 27. 3078 Donizetti 28. 3017 Av. Gral. Rivera 29. 3018 Ramos 30. 3019 Pérez Gomar 31. 3020 Nancy 32. 3021 Humberto 1º 33. 3022 Solferino 34. 3023 Av. Italia 35. 3024 Hernandarias 36. 3025 Pedro Ricaldoni 37. 3026 Mateo Cabral 38. 3027 Azara 39. 3028 Agustín Sosa 40. 3029 Gdor. Viana 41. 3524 Av. 8 de Octubre 42. 4464 Comercio | Vuelta 1. 3530 Av. 8 de Octubre 2. 3030 José A. Cabrera 3. 3031 Agustín Sosa 4. 3032 Azara 5. 3033 Mateo Cabral 6. 3034 Pedro Ricaldoni 7. 3035 Hernandarias 8. 3036 Gauna 9. 3037 Solferino 10. 4860 Humberto 1º 11. 3038 Nancy 12. 3039 Pérez Gomar 13. 3040 Ramos 14. 3041 Av. Gral. Rivera 15. 3042 Blvr. José Batlle Y Ordóñez 16. 3043 Puerta Vehicular del Cementerio 17. 3044 Crio Buceo Puerta Principal 18. 3046 Tomás De Tezanos 19. 3047 Tiburcio Gómez 20. 3048 Av. Luis Alberto De Herrera 21. 3049 Julio César 22. 3888 Dolores Pereyra De Rosell 23. 3050 Alejo Rosell Y Rius 24. 4882 14 De Julio 25. 3051 Francisco Llambí 26. 3889 Diego Lamas 27. 3052 Avda. Dr. Francisco Soca 28. 3053 Simón Bolívar 29. 3054 Av. Ing. Luis P. Ponce 30. 3055 Blvr. Gral. Artigas 31. 3056 Acevedo Díaz 32. 3057 Joaquín De Salterain 33. 4439 Dr. Juan A. Rodríguez 34. 4438 Gaboto 35. 4437 Carlos Roxlo 36. 4824 San José 37. 4611 Dr. Javier Barrios Amorín 38. 3174 Dr. Aquiles R. Lanza 39. 3175 Héctor Gutiérrez Ruíz 40. 3176 Wilson Ferreira Aldunate 41. 5033 Ciudadela |

## Servicios nocturnos
- Lunes a viernes

1. (desde Aduana) → (de 00:30 a 04:20 → entre 30 minutos y 50)
2. (desde Ciudadela - Teatro Solís) → (de 07:40 a 23:50 → entre 15 minutos y 30)

- Sábados

1. (desde Aduana) → (de 00:40 a 04:30 → entre 50 minutos y 1 hora)
2. (desde Plaza España) → (de 22:20 a 23:50 → entre 25 y 30 minutos)

- Domingos y feriados

1. (desde Aduana) → (de 00:20 a 04:20 → 1 hora)
2. (desde Plaza España → (de 22:20 a 23:45 → entre 20 y 30 minutos)